# Mitteldachstetten

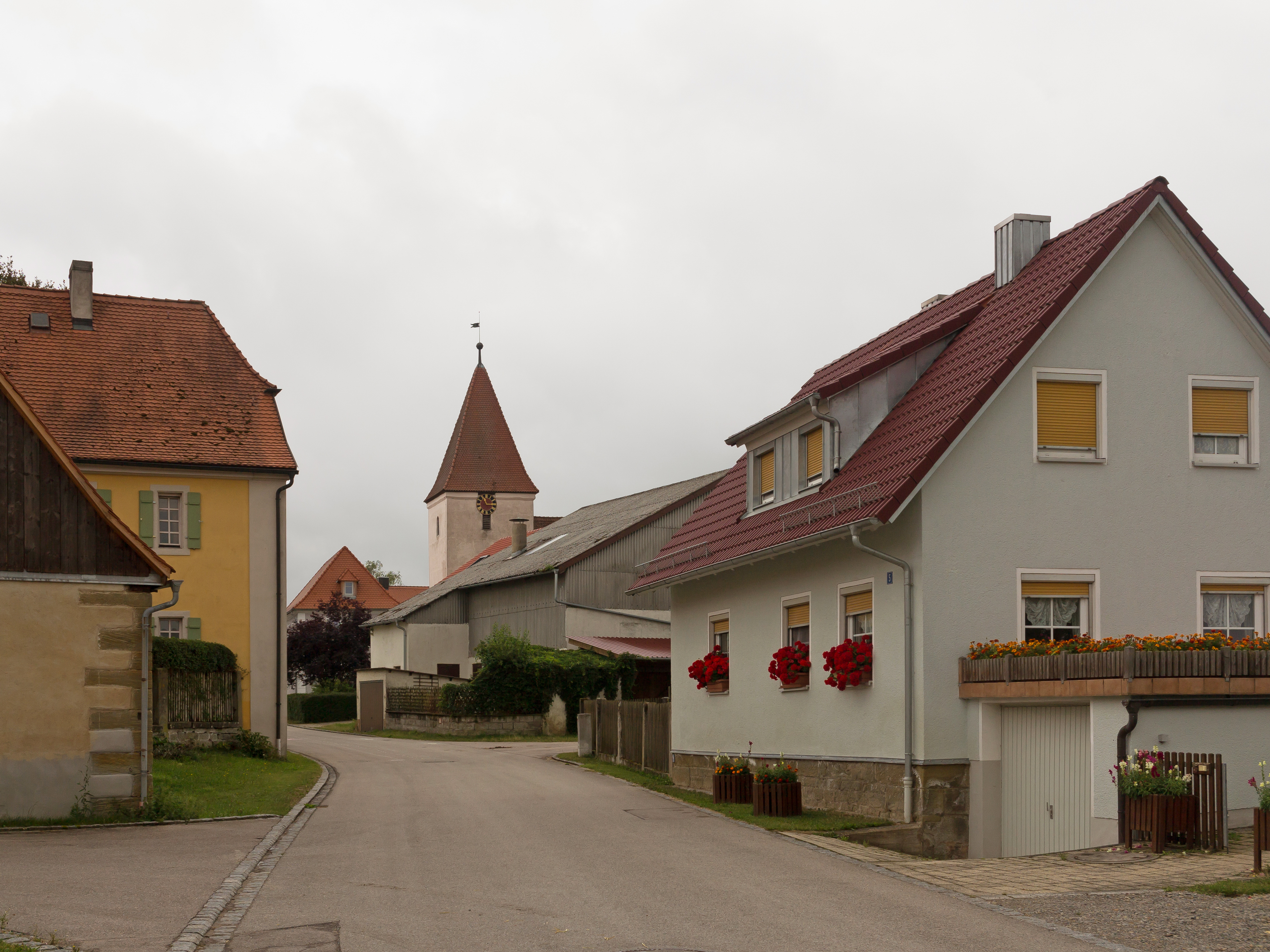
Mitteldachstetten, Blick auf eine Straße mit Turm der evangelisch-lutherischen Pfarrkirche

Mitteldachstetten (fränkisch: Middl-doochschdäddn) ist ein Gemeindeteil der Gemeinde Oberdachstetten im Landkreis Ansbach (Mittelfranken, Bayern). Die Gemarkung Mitteldachstetten hat eine Fläche von 11,525 km². Sie ist in 966 Flurstücke aufgeteilt, die eine durchschnittliche Fläche von 11.930,78 m² haben. In ihr liegen neben dem namensgebenden Ort die Gemeindeteile Berglein, Dörflein, Hohenau, Möckenau und Spielberg.

## Geografie
Das Pfarrdorf liegt an der Fränkischen Rezat, der dort der Wasengraben von rechts und der Ullenbach von links zufließen. Im Westen liegt das Heimatsfeld, 1 km nördlich erhebt sich das Fuchseck (495 m ü. NHN), im Nordosten liegt der Adelberg. Gemeindeverbindungsstraßen führen nach Möckenau (1,4 km westlich), nach Hohenau (1,3 km südwestlich) und nach Berglein (1,0 km östlich). Die Gemeindeverbindungsstraßen nach Möckenau und Hohenau verlaufen beide weiter zur Bundesstraße 13.

## Geschichte
Mitteldachstetten wurde vermutlich im 12./13. Jahrhundert von Oberdachstetten aus als Ausbausiedlung errichtet. 1318 wurde der Ort erstmals als „Mittelen Tagstete“ urkundlich erwähnt. E. Fechter deutet Tagstete als Hinweis auf eine Gerichtsstätte.
Im 14./15. Jahrhundert wurde eine Dorfkirche mit Wehrfriedhof errichtet. Der zweigeschossige Chorturm hatte Schießscharten und stammt aus dieser Zeit. Der Saalbau wurde erst im 18. Jahrhundert errichtet. Das Pfarrhaus stammt aus dem Jahre 1762. Die ehemalige Wassermühle (1792 bezeugt) schmückt das Mühlrad-Wappen. In der Reformationszeit waren der Komtur von Virnsberg und Apel von Seckendorf Patrone von Mitteldachstetten. Nach den Verheerungen des Dreißigjährigen Krieges wurde der Ort zur neuen Heimat von rund 30 Exulantenfamilien aus Österreich.
Zur Kirchengemeinde Mitteldachstetten gehörte Berglein mit der evangelisch-lutherischen Filialkirche St. Kilian und Kunigunde, mitten im Friedhof gelegen. An die Herrschaft des Deutschordens erinnern eine Zehntscheune mit dem Wappen des Ordens, Trophäen und Helmzier (1771 bezeugt), das Deutschordenswappen über der Tür des Gasthauses, Hausnummer 8 (bezeugt 1784) und der Grenzstein Nr. 20 zwischen dem markgräflichen und dem Deutschordensgebiet mit beiderseitigem Wappenrelief am Weg zu der Hochstraße Richtung Egenhausen (wahrscheinlich aus dem 18. Jahrhundert).
Gegen Ende des 18. Jahrhunderts gab es in Mitteldachstetten 24 Anwesen. Das Hochgericht übte das brandenburg-ansbachische Hofkastenamt Ansbach aus. Die Dorf- und Gemeindeherrschaft hatte das Vogtamt Birkenfels. Grundherren waren
- das Fürstentum Ansbach (14 Anwesen; Vogtamt Birkenfels: 3 Höfe, 1 Halbhof, 2 Köblergüter, 1 Söldengütlein, 1 Tafernwirtschaft, 1 Leerhaus; Hofkastenamt Ansbach: 3 Köblergüter; Vogtamt Flachslanden: eines, Ansbacher Rat: 1 Halbhof),
- der Deutsche Orden (6 Anwesen; Obervogteiamt Virnsberg: 1 Halbhof, 1 Köblergut, 1 Söldengütlein; Kommende Nürnberg: 1 Viertelhof, 2 Köblergüter)
- das Rittergut Rügland der Herren von Crailsheim (1 Mühle, 1 Köblergut, 1 Söldengütlein),
- das Rittergut Obernzenn der Herren von Seckendorff-Aberdar (1 Schmiedgut).

Neben diesen Anwesen gab es noch kirchliche Gebäude (Kirche, Pfarrhaus) und kommunale Gebäude (Schulhaus, Ochsen-Hirtenhaus, Kuh-Hirtenhaus). Von 1797 bis 1808 unterstand der Ort dem Justiz- und Kammeramt Ansbach.
1806 kam Mitteldachstetten an das Königreich Bayern. Im Rahmen des Gemeindeedikts wurde 1808 der Steuerdistrikt Mitteldachstetten gebildet, zu dem Hohenau, Möckenau und Spielberg gehörten. Die Ruralgemeinde Mitteldachstetten entstand 1810 und war deckungsgleich mit dem Steuerdistrikt. Sie war in Verwaltung und Gerichtsbarkeit dem Landgericht Leutershausen zugeordnet und in der Finanzverwaltung dem Rentamt Colmberg. 1819 wurde die Gemeinde ins Landgericht Ansbach überwiesen, was aber bereits 1821 wieder rückgängig gemacht wurde. In der freiwilligen Gerichtsbarkeit unterstanden in Mitteldachstetten drei Anwesen von 1820 bis 1848 dem Patrimonialgericht Rügland und ein Anwesen von 1820 bis 1848 dem PG Obernzenn (Seckendorff-Gutend).
Ab 1862 gehörte Mitteldachstetten zum Bezirksamt Ansbach (1939 in Landkreis Ansbach umbenannt). Die Gerichtsbarkeit blieb bis 1879 beim Landgericht Leutershausen, seit 1880 ist das Amtsgericht Ansbach zuständig. Die Finanzverwaltung ging 1880 auf das Rentamt Ansbach (1919 in Finanzamt Ansbach umbenannt) über. Am 30. August 1923 wurden Berglein und Dörflein von Neustetten nach Mitteldachstetten umgemeindet. Dadurch vergrößerte sich die Gebietsfläche der Gemeinde von 7,94 km² auf 10,80 km². Am 1. Januar 1972 wurde Mitteldachstetten im Zuge der Gebietsreform in Bayern nach Oberdachstetten eingemeindet.

### Historische Beschreibung
In der Historischen und topographischen Nachricht von dem Fürstenthum Brandenburg-Onolzbach gibt es über Mitteldachstetten folgenden Eintrag:

„Ein in dem Bezirck des Ober-Amts Onolzbach, an der Rezat gelegenes mittelmäßiges Dorf, welches mit einer dem Decanat zu Leutershausen einverleibten Kirche, Pfarr und Schul versehen, dessen Einwohner in politicis ersagtem Ober-Amt, und zwar grösten Theils denen Vogt-Aemtern zu Flachslanden und Lehrberg eingehörig sind. In mittlern Zeiten hatten nicht nur die von Seckendorf Güter alda, von welchen Heinrich von Seckendorff und Catharina, dessen eheliche Wirthin, Cunrad von Seckendorf dessen Bruder und Cunigunda, dessen eheliche Wirthin solche im Jahr 1346 an Dechant [309] und Capitul des S. Gumbrechts-Stiffts zu Onolzbach verkauffet, sondern auch das Hauß Hohenlohe, welches letztere sich daher veroffenbahret, weilen im Jahr 1369 Graf Gerlachs von Hohenlohe Creditores in dessen allda besessene Güter eingesetzet wurden. S. Herrn M. Wibels Hohenlohische Kirchen- und Reformations-Historie erste Theil c. 4. S. 141 seq. Die dasige Pfarr hat die nahe, und zwar jenseits der Retzat gelegene Kirche zu Berglein, als ein Filial, mit zu versehen. Im Jahr 1539 erhielt dieser Ort von Herrn Marggraf Georgen von Brandenburg eine eigene Dorfs-Ordnung. Es waren auch jährlich 2 Ehehafft- oder Ruggerichts-Täge alda in Ubung. Im Jahr 1598 wurde dasige Kirche nothdürfftig repariret.“

### Baudenkmäler
In Mitteldachstetten gibt es acht Baudenkmäler:
- evangelisch-lutherische Pfarrkirche, Langhaus Mitte 18. Jahrhundert, Chorturm 14./15. Jahrhundert; mit Ausstattung; Friedhof, ehemalige Wehrmauer, im Kern wohl spätmittelalterlich, mit Grabsteinen, mit Holzpfostenportal 1776
- Haus Nr. 2: ehemaliges Schulhaus
- Haus Nr. 8: Wohnhaus
- Haus Nr. 9: ehemalige Wassermühle
- Haus Nr. 14: Wohnstallhaus
- Haus Nr. 15: ehemaliges Pfarrhaus
- Haus Nr. 16: Wohnhaus
- Haus Nr. 26: ehemaliger Brauereigasthof

### Bodendenkmäler
In der Gemarkung Mitteldachstetten gibt es sechs Bodendenkmäler.

### Einwohnerentwicklung
Gemeinde Mitteldachstetten
| Jahr      | 1818   | 1840   | 1852   | 1855   | 1861   | 1867   | 1871   | 1875   | 1880   | 1885   | 1890   | 1895   | 1900   | 1905   | 1910   | 1919   | 1925   | 1933   | 1939   | 1946   | 1950   | 1952   | 1961   | 1970   |
| Einwohner | 290    | 305    | 326    | 330    | 331    | 340    | 332    | 328    | 337    | 328    | 318    | 294    | 285    | 298    | 302    | 306    | 386    | 406    | 387    | 589    | 580    | 541    | 446    | 369    |
| Häuser    | 49     | 56     |        |        |        |        | 63     |        |        | 60     | 64     |        | 62     |        |        |        | 73     |        |        |        | 81     |        | 88     |        |
| Quelle    | [ 23 ] | [ 24 ] | [ 25 ] | [ 25 ] | [ 26 ] | [ 27 ] | [ 28 ] | [ 29 ] | [ 30 ] | [ 31 ] | [ 32 ] | [ 25 ] | [ 16 ] | [ 25 ] | [ 33 ] | [ 25 ] | [ 17 ] | [ 25 ] | [ 25 ] | [ 25 ] | [ 34 ] | [ 25 ] | [ 35 ] | [ 36 ] |

Ort Mitteldachstetten
| Jahr      | 001818 | 001840 | 001861 | 001871 | 001885 | 001900 | 001925 | 001950 | 001961 | 001970 | 001987 | 002006 | 002015 | 002019 |
| Einwohner | 140    | 151    | 164    | 179    | 178    | 149    | 153    | 229    | 202    | 148    | 122    | 131    | 151    | 158    |
| Häuser    | 31     | 28     |        |        | 34     | 33     | 29     | 33     | 38     |        | 37     |        |        |        |
| Quelle    | [ 23 ] | [ 24 ] | [ 26 ] | [ 28 ] | [ 31 ] | [ 16 ] | [ 17 ] | [ 34 ] | [ 35 ] | [ 36 ] | [ 37 ] |        | [ 38 ] | [ 39 ] |

## Religion
Der Ort ist seit der Reformation evangelisch-lutherisch geprägt und Sitz der Pfarrei St. Jakob. Die Einwohner römisch-katholischer Konfession sind nach St. Dionysius (Virnsberg) gepfarrt.